# Indeks krhkosti
Krhko staklo (engleski "fragile glass"), vrsta stakla koji je visoke vrijednosti indeksa krhkosti (m). Vrlo krhko staklo ima m ≈ 250. Ima primjetno ne-Arrheniusovu ovisnost viskoznosti i relaksacijskog vremena o temperaturi. Vogel-Fulcher-Tammannova jednadžba može se primijeniti za opisati ponašanje vremena relaksacije krhkog stakla.
Čvrsto staklo (engleski "strong glass"), vrsta stakla koji je niske vrijednosti indeksa krhkosti. Vrlo čvrsto staklo ima m ≈ 16. Približno je Arrheniusovoj ovisnosti viskoznosti i relaksacijskom vremenu o temperaturi.